# یانگ چوان-کوانگ
یانگ چوان-کوانگ (انگلیسی: Yang Chuan-kwang; ۱۰ ژوئیهٔ ۱۹۳۳ – ۲۷ ژانویهٔ ۲۰۰۷) ورزشکار دهگانه، پرش طول و دونده دو با مانع اهل تایوان بود.
وی در مسابقات کشوری و بین‌المللی در مجموع برندهٔ ۲ مدال طلا، ۳ مدال نقره، ۱ مدال برنز شده‌است.